# بمب‌افکن سبک دو موتوره گونه ۹۹
بمب‌افکن سبک دو موتوره گونه ۹۹ (به ژاپنی: 九九式雙發輕爆擊機) (عنوان طراحی: کی-۴۸) یک هواگرد تک‌باله دوموتوره ژاپنی بود که در جریان جنگ جهانی دوم در نیروی هوایی نیروی زمینی امپراتوری ژاپن خدمت کرد.

## مشخصات فنی
گونه ۹۵–۲:
مشخصات عمومی
- خدمه: ۴ نفر
- طول: ۱۲٫۷۵ متر
- طول بال: ۱۷٫۴۵ متر
- ارتفاع: ۳٫۸ متر
- وزن بارگذاری‌شده: ۶٬۵۰۰ کیلوگرم
- نیرومحرکه: ۲ × موتور شعاعی ناکاجیما ها-۱۱۵: ۱٬۱۳۰ اسب بخار

عملکرد
- حداکثر سرعت: ۵۰۵ کیلومتر بر ساعت در ۵٬۶۰۰ متری
- سقف پروازی: ۱۰٬۱۰۰ متر
- برد: ۲٬۴۰۰ کیلومتر

تسلیحات
- ۳ × مسلسل ۷٫۷ م‌م در جایگاه‌های دماغه، سقف و کف
- ۸۰۰ کیلوگرم بمب